# Богородичные антифоны
Богоро́дичные антифоны, в Римско-католической церкви — особые распевы в честь Девы Марии, исполняемые в конце оффиция.

## Музыка и форма
Антифоном богородичный антифон называется условно: в отличие от обычных антифонов (в оффиции и мессе) он не сочетается с псалмовыми стихами, не прослаивает их в качестве рефрена, а исполняется как самостоятельное песнопение (в исторические времена за богородичным антифоном следовали краткий респонсорий и молитва). Для «простых» антифонов типична краткость и силлабо-невматический распев текста. Богородичные антифоны более протяжённы и включают (особенно «Alma redemptoris mater» и «Salve regina») изысканные мелизмы. В отличие от гимнов, где мелодия возобновляется в каждой строфе, каждая строфа стиха в богородичном антифоне распевается на иную мелодию, что создаёт ощущение текучести формы и сквозного развёртывания музыки.

## Литургическое использование
До реформ, которые начались в середине XX века и закончились после Второго Ватиканского собора, богородичные антифоны пелись в конце каждой службы (если несколько служб объединялись в одну, то после последней из каждой такой серии служб). Выбор конкретного антифона зависел от текущего периода литургического года.
В реформе уставных рубрик, произведённой Папой Пием XII в 1956 году, богородичные антифоны следовало петь только в конце комплетория (повечерия, последней службы церковного дня). Этот порядок был закреплён в новом чине Литургии часов, принятом при Папе Павле VI и действующем в настоящее время. В пореформенных богослужебных книгах обычно не указываются периоды, когда следует исполнять тот или иной антифон, за исключением Пасхи, когда непременно должен использоваться антифон «Regina caeli». Респонсорий и молитва после антифонов больше не звучат в комплетории, однако все эти молитвы сохранены в обновлённом Римском Часослове (Литургии Часов) в качестве коллект в последовании Деве Марии. Помимо четырёх известных антифонов в новое последование добавлены ещё два распева, издавна использовавшиеся в Римском обряде — антифон «Sub tuum praesidium» и троп «Inviolata».

## Тексты
Молитвословные латинские тексты всех богородичных антифонов гимнографические (небиблейские). Они сочинены в разное время и в разной технике. К IX веку (впервые в компьенском антифонарии) относят «Sub tuum praesidium», редакцию более древней молитвы «Sub misericordiam tuam confugimus» (греческий его прототип «Ὑπὸ τὴν σὴν εὐσπλαγχνίαν, καταφεύγομεν, Θεοτόκε» нашли на коптском папирусе, датированном 250 г.), которую возводят к амвросианской литургии III века. Рифмованные двухстишные строфы «Ave Regina caelorum» выдают, напротив, более позднее происхождение антифона (XII в.?). Труднее датировать (нерифмованные) гекзаметры «Alma Redemptoris Mater». Первые документальные свидетельства относятся к XIII веку, но судя по стилю, стихи более ранние. Церковная традиция приписывает стихи и музыку Герману Расслабленному, но светская наука эту атрибуцию отвергает.
До Второго Ватиканского собора антифоны (как, впрочем, и весь cantus planus) распевались на латинском языке (хотя и существовали переводы на национальные языки, которые использовались в иных, внелитургических богослужениях, так, например, Salve Regina читалась в конце Розария). После реформы богородичные антифоны зачастую исполняют на местных языках.
Далее приводятся тексты антифонов с переводами. Помимо текста собственно антифона в каждом случае приведены относящийся к нему краткий респонсорий и последующая молитва (ныне не исполняются). Переводы молитв даны по «официальному» изданию Литургии часов на русском языке.

### Alma redemptoris mater
| Alma redemptoris mater, quae pervia caeli porta manes, et stella maris, succurre cadenti, surgere qui curat, populo; tu quae genuisti, natura mirante, tuum sanctum Genitorem, Virgo prius ac posterius, Gabrielis ab ore sumens illud Ave, peccatorum miserere.         | Матерь-Кормилица Искупителя, охраняющая приветные врата небесные, Звезда путеводная, поспеши на помощь падшему народу, который жаждет подняться. Ты, родившая к изумлению природы, собственного Святого Родителя, Дева вечно девственная, принявшая из уст Гавриила благую весть, смилуйся над грешными. |
| (эти стихи и молитва читаются от начала Адвента до Рождества) | |
| V. Angelus Domini nuntiavit Mariae. R. Et concepit de Spiritu Sancto. | V. Ангел Господень возвестил Марии. R. И она зачала от Духа Святого. |
| Oremus. Gratiam tuam, quaesumus Domine, mentibus nostris infunde; ut, qui, Angelo nuntiante, Christi Filii tui incarnationem cognovimus; per passionem ejus et crucem, ad resurrectionis gloriam perducamur. Per eundem Christum Dominum nostrum. R. Amen.               | Помолимся. Благодатию Твоею, молим, Господи, укрепи чувства наши; да познав через возвещение Ангела воплощение Сына Твоего, через Его страсти и крест славы Воскресения достигнем. Через того же Христа, Господа нашего. R. Аминь.                                                                       |
| (эти стихи и молитва читаются от Рождества до окончания Рождественского времени) | |
| V. Post partum, Virgo, inviolata permansisti. R. Dei Genitrix, intercede pro nobis. | V. По Рождестве, Дева, Ты пребыла непорочной R. Богородица, ходатайствуй за нас. |
| Oremus. Deus, qui salutis aeternae, beatae Mariae virginitate fœcunda, humano generi praemia praestitisti: tribue, quaesumus; ut ipsam pro nobis intercedere sentiamus, per quam meruimus auctorem vitae suscipere, Dominum nostrum Jesum Christum Filium tuum. R. Amen. | Помолимся. Боже, чрез плодовитое девство Марии роду человеческому дар вечного спасения предоставивший, дай, просим, да ощущаем Её за нас заступничество, чрез Неё сподобившись принять жизни источник, Господа нашего Иисуса Христа, Сына Твоего. Аминь.                                                 |
| (эти стихи читаются всегда) | |
| Divínum auxílium † máneat semper nobíscum. Amen. | Божественное вспоможение † да пребудет всегда с нами. Аминь. |

Антифон Alma redemptoris mater не содержит псалмовой части («версов»). В его текстомузыкальной форме одна достаточно протяжённая строфа, поделённая на четыре строки, причём музыка в каждой из них разная. Корреляцию текста и музыки иллюстрирует схема:
| Мелодическая «строка» (в скобках — ультима строчной каденции) | Текстовые строки                                                                   |
| ------------------------------------------------------------- | ---------------------------------------------------------------------------------- |
| 1. (a)                                                        | Alma redemptoris mater, quae pervia caeli, porta manes,                            |
| 2. (a)                                                        | Et stella maris, succurre cadenti, surgere qui curat, populo.                      |
| 3. (f)                                                        | Tu quae genuisti, natura mirante, tuum sanctum genitorem.                          |
| 4. (f)                                                        | Virgo prius ac posterius, Gabrielis ab ore, sumens illud Ave, peccatorum miserere. |

В мелодии этого антифона отмечаются мелизмы (максимальный — на первом слоге текста — охватывает 16 нот), что также выделяет её на фоне обычных антифонов невматического стиля, придаёт исполнению особенный праздничный характер. Антифон стандартно атрибуируется как распев V тона, хотя в обиходных книгах XIX-XX веков он нотируется с ключевым си-бемолем и, таким образом, суммарный звукоряд соответствует структуре не лидийского, а ионийского лада (того же, который лёг в основу позднейшего мажора).
Первая дошедшая до нас нотированная версия антифона Alma redemptoris mater содержится в антифонарии из монастыря Сен-Мор-де-Фоссе (ныне пригород Парижа, рукопись хранится во Французской национальной библиотеке, сигнатура F-Pn lat. 12044, f.177v), датируется первой четвертью XII века. Тип нотации — ранняя квадратная, на четырёх- и пятилинейном нотоносце с ключами F, C, E, G.
Антифон исполняется в периоды Адвента и Рождества, то есть от первого воскресенья Адвента до окончания Рождественского времени (до реформы — праздник Сретения, после реформы — праздник Крещения Господня), в конце вечерни или в комплетории (повечерии). По этой «литургической» причине антифон Alma redemptoris mater также именуют «заключительным» (лат. antiphona finalis).

### Ave regina caelorum
Антифон исполняется от окончания Рождественского времени и до Великой Среды
| Ave regina caelorum, ave Domina angelorum, salve, radix, salve, porta, ex qua mundo lux est orta. Gaude, virgo gloriosa, super omnes speciosa. Vale, o valde decora, et pro nobis Christum exora.                                | Радуйся, Царица небесная! Радуйся, Владычица ангельская! Здравствуй, исток святой от которого миру свет рождён. Радуйся, Преславная, Ты всех прекраснее, Славься, блистающая, И за нас Христа моли. |
| V. Dignare me laudare te, Virgo sacrata. R. Da mihi virtutem contra hostes tuos. | V. Удостой меня восхвалять Тебя, Дева Священная. R. Дай мне крепость против врагов Твоих. |
| Oremus. Concede, misericors Deus, fragilitati nostrae praesidium; ut, qui sanctae Dei Genitricis memoriam agimus; intercessionis ejus auxilio, a nostris iniquitatibus resurgamus. Per eundem Christum Dominum nostrum. R. Amen. | Помолимся. Будь снисходителем, милосердный Боже, к немощам нашим, да, воспоминающе Святую Богородицу, Её ходатайством от неправд наших избавимся. Через Того же Христа, Господа нашего. R. Аминь.   |
| Divínum auxílium † máneat semper nobíscum. Amen. | Божественное вспоможение † да пребудет всегда с нами. Аминь. |

### Regina caeli
Антифон исполняется в течение Пасхального времени (по старому календарю от Пасхи до субботы в октаве Пятидесятницы, по новому — от Пасхи до торжества Пятидесятницы включительно).
| Regina caeli, laetare, alleluia: Quia quem meruisti portare, alleluia. Resurrexit, sicut dixit, alleluia. Ora pro nobis Deum, alleluia. | Царица Небесная, радуйся. Аллилуйя. Ибо Тот, Кого Ты удостоилась носить во чреве Твоём. Аллилуйя. Воскрес из мёртвых по предсказанию Своему. Аллилуйя. Моли Бога о нас. Аллилуйя.                                              |
| V. Gaude et laetare, Virgo Maria, alleluia. R. Quia surrexit Dominus vere, alleluia. | V. Радуйся и веселись, Дева Мария, аллилуйя. R. Ибо воистину воскрес Господь, аллилуйя. |
| Oremus. Deus, qui per resurrectionem Filii tui, Domini nostri Jesu Christi, mundum lætificare dignatus es; praesta, quaesumus; ut, per eius Genitricem Virginem Mariam, perpetuae capiamus gaudia vitae. Per eumdem Christum Dominum nostrum. Amen. | Помолимся. Боже, Воскресением Сына Твоего, Господа нашего Иисуса Христа мир радости удостоивший; соделай, просим, да через родившую Его Деву Марию радости вечной жизни достигнем. Через Того же Христа Господа нашего. Аминь. |
| (эти стихи читаются всегда) | |
| Divinum auxilium † maneat semper nobiscum. Amen. | Божественное вспоможение † да пребудет всегда с нами. Аминь. |

### Salve Regina
Антифон исполняется от окончания Пасхального времени до начала Адвента.
| Salve regina, mater misericordiae; vita dulcedo et spes nostra, salve. Ad te clamamus, exsules filii Hevae. Ad te suspiramus, gementes et flentes, in hac lacrimarum valle. Eja ergo, advocata nostra, illos tuos misericordes oculos ad nos converte. Et Jesum, benedictum fructum ventris tui, nobis post hoc exsilium ostende. O clemens, o pia, o dulcis Virgo Maria. | Славься Царица, Матерь милосердия жизнь, отрада и надежда наша, славься. К Тебе взываем в изгнании, чада Евы, к Тебе воздыхаем, стеная и плача в этой долине слёз. О Заступница наша! К нам устреми Твоего милосердия взоры И Иисуса, благословенный плод чрева Твоего яви нам после этого изгнания. О кротость, о милость, о отрада, Дева Мария. |
| V. Ora pro nobis, sancta Dei Genitrix. R. Ut digni efficiamur promissionibus Christi. | V. Молись за нас, Святая Богородица R. Да достойны будем Христовых обещаний. |
| Oremus. Omnipotens sempiterne Deus, qui gloriosae Virginis Matris Mariae corpus et animam, ut dignum Filii tui habitaculum effici mereretur, Spiritu Sancto cooperante praeparasti: da, ut cujus commemoratione laetamur; ejus pia intercessione, ab instantibus malis, et a morte perpetua liberemur. Per eumdem Christum Dominum nostrum. R. Amen.                      | Помолимся. Всемогущий вечный Боже, Преславной Девы и Матери Марии тело и душу соделавший достойным обиталищем Сына Твоего, при содействии Святого Духа; даруй нам, да с радостью память Её творяще, через Её благодатное заступление, от угрожающих зол и смерти вечной избавимся. Через Того же Христа, Господа нашего. Аминь.                   |
| Divínum auxílium † máneat semper nobíscum. Amen. | Божественное вспоможение † да пребудет всегда с нами. Аминь. |

### Sub tuum praesidium

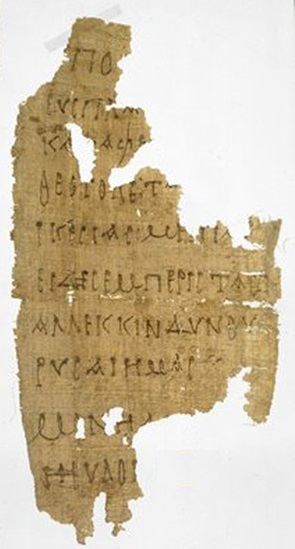
Стихи антифона Ὑπὸ τὴν σὴν εὐσπλαγχνίαν καταφεύγομεν на фрагменте папируса III в. (John Rylands Library, № 470)

Фрагмент текста антифона обнаружен на папирусе III века (см. иллюстрацию), это – древнейший марианский гимнографический текст.
| Греческий прототип | Латинский оригинал | Русский перевод (с латыни) |
| --- | --- | --- |
| Ὑπὸ τὴν σὴν εὐσπλαγχνίαν καταφεύγομεν, Θεοτόκε. Τὰς ἡμῶν ἱκεσίας μὴ παρίδῃς ἐν περιστάσει, ἀλλ᾽ ἐκ κινδύνων λύτρωσαι ἡμᾶς, μόνη Ἁγνή, μόνη εὐλογημένη. | Sub tuum praesidium confugimus, Sancta Dei Genetrix. Nostras deprecationes ne despicias in necessitatibus, sed a periculis cunctis libera nos semper, Virgo gloriosa et benedicta. | Под Твою защиту прибегаем, святая Богородица. Не оставь молитв наших в нужде, но от всех невзгод спасай нас всегда, Дева преславная и благословенная. |